# Bolmen (ort)
Bolmen är en småort i Angelstads socken i Ljungby kommun belägen vid och uppkallad efter sjön Bolmen, Smålands största insjö.

## Historik
Ursprungligen fanns bara några lantgårdar på platsen. Under 1800-talets slut utvecklades ett samhälle med verksamheter sågverk, torvbrytning med flera ångbåtslinjer med de flesta platser kring sjön Bolmen. Orten knöt samman de numera nerlagda smalspåriga järnvägarna Halmstad–Bolmens Järnväg (HBJ) (1889-1966) och Vislanda–Bolmens Järnväg (ViBJ). Poststationen fanns inrymd i järnvägsstationen. 1931 hade samhället 225 invånare och var tätort.

### Bolmens industriverksamheter
Järnvägsområdet i Bolmen hade ett stationshus, dessutom två lokstall med kolupplag och smörjgropar. Kungliga Telegrafverket drev en anstalt för att impregnera telefonstolpar. Verksamheten började i slutet av 1800-talet och fortsatte fram till första världskriget. Stolparna impregnerades med kopparvitriol på den så kallade Fnasbacken sydost om Bolmens sågverk. Området har efterbehandlats under 1990-talet.
Bolmens sågverk: Verksamheten på sågverket började omkring 1875  och verksamheten slutade 1978. Under efterkrigstiden på 1950- och 1960-talet skyddades virket genom så kallad doppning av sågat virke först styckvis i pentaklorfenol, sedan från 1972 till 1977 doppades virket i stora paket i triklorfenol. Klorfenoler förbrukades i stora mängder under minst 15 år och bara 1975 användes 4000 kg. Nästan hela tiden  saknades skyddsanordningar så föroreningar har läckt ut i miljön. Föroreningar består i huvudsak av dioxin, klorfenoler (pentaklorfenol).
1935 drivs en ny mindre träindustri på en halvö nordväst om sågverket. Industrin kallades för Kvastskaftfabriken, Tillverkningen var svarvning av träskaft, skaft till handpumpar och klämmor av trä.
1950  driver företaget Anåprodukter en tillverkning av varmvattenradiatorer i ett av lokstallen. Verksamheten hade 12 personer anställda. Detta lokstall tog fritidsföreningen över 1966.

## Samhället

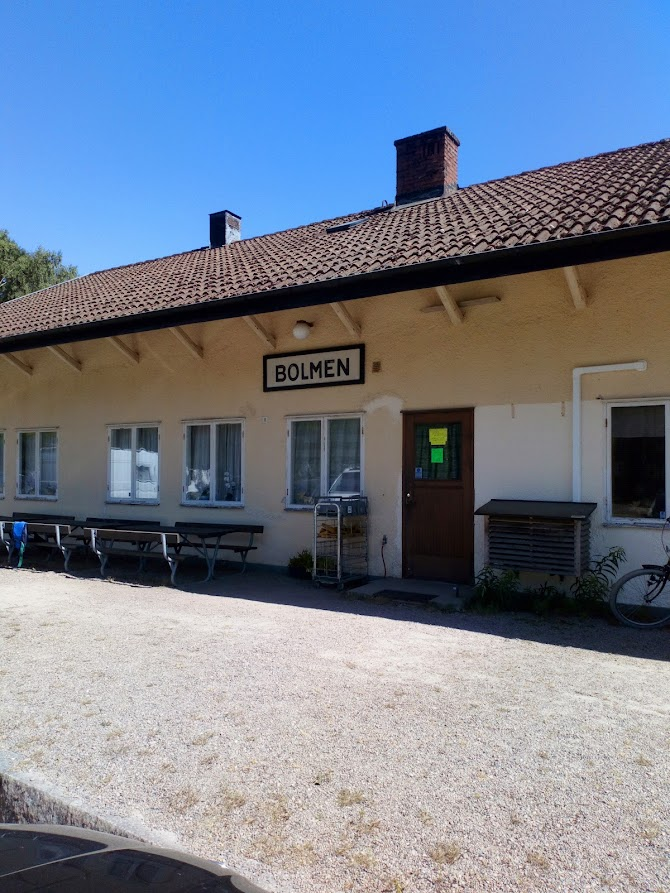
Bolmens stationshus 2023

Bolmen är ett litet villasamhälle med en campingplats, stug- och kanotuthyrning. Bolmens Fritidsförening bildades 1966 och har sina lokaler i det gamla lokstallet som tillhörde banan Halmstad-Bolmen. Hamnföreningen driver en småbåtshamn på orten. Bolmens barn går i Angelstads skola.
1936 anlade Halmstad stad en barnkoloni i Bolmen, ett större hus med två sidobyggnader. 2023 driver  Siw Gustafsson vandrarhem i byggnaden under sommaren. På orten finns Sollans café som öppnade 2015 med kaffe och matservering.

### Vattenförsörjning
Dricksvatten från de gamla brunnarna har inte räckt till sommartid. Dricksvatten har transporterats med tankbil till Bolmens vattenverk.  Bolmens vattenverket som byggdes 1969 och tillbyggdes 1996 försörjs med tre  grundvattentäkter. Vattenverket kan som mest behandla 3 kubik /timme råvatten. Reservoaren för behandlat vatten är 70 kubikmeter. Vattenverket producerade omkring 7500 kubikmeter dricksvatten 2021 alltså lite mer än 20 kubikmeter/dygn. Vintertid förbrukas 13  kubik och på sommaren 28 kubik. Svenskt vatten räknar med att den personliga förbrukningen år cirka 140 liter vatten per dygn. Antalet invånare på sommaren är omkring dubbelt så stort som vintertid.
Bolmen har cirka 110 anslutna fastigheter till kommunalt dricksvatten och antalet beräknas öka enligt översiktsplanen 2021 då Ljungby kommun prognostiseras öka till 35 000 invånare 2035.  I översiktsplanen framgår att strandsträckor särskilt vid sjön Bolmens östra strand ökar mest förutom centralorten Ljungby. Bolmens samhälles invånare förväntas alltså bli fler.